# Isaías Violante
Isaías Violante Romero (Veracruz, México; 20 de octubre de 2003) es un futbolista mexicano. Juega como Extremo y su equipo es el Club América de la Primera División de México.

## Trayectoria

### Deportivo Toluca
Debutó el 18 de octubre de 2020 con el Deportivo Toluca Fútbol Club de la Primera División de México, contra el Club Universidad Nacional.

### Club América
El 4 de julio de 2025, fue presentado como nuevo refuerzo del Club América de la Primera División de México de cara al torneo Apertura 2025.

## Selección nacional

### Categorías inferiores

#### Sub-20
Violante formó parte de la selección de futbol sub-20 de México que compitió en la Revelations Cup 2021, donde México ganó la competencia.
Violante formó parte de la selección de futbol sub-20 de México que compitió en la Revelations Cup 2022, donde México ganó la competencia, convirtiéndose en bicampeón del torneo.

#### Sub-22
Violante formó parte de la Selección de fútbol sub-22 de México que participó en los XXIV Juegos Centroamericanos y del Caribe San Salvador 2023, donde México resultó campeón del torneo masculino de fútbol, ganando la medalla de oro en dicha competencia.

#### Estadística
| Club                    | Div.          | Temporada     | Liga  | Liga  | Liga   | Copas nacionales | Copas nacionales | Copas nacionales | Copas internacionales | Copas internacionales | Copas internacionales | Total | Total | Total  |
| Club                    | Div.          | Temporada     | Part. | Goles | Asist. | Part.            | Goles            | Asist.           | Part.                 | Goles                 | Asist.                | Part. | Goles | Asist. |
| ----------------------- | ------------- | ------------- | ----- | ----- | ------ | ---------------- | ---------------- | ---------------- | --------------------- | --------------------- | --------------------- | ----- | ----- | ------ |
| Deportivo Toluca México | 1.ª           | 2020-21       | 5     | 0     | 0      | —                | —                | —                | —                     | —                     | —                     | 5     | 0     | 0      |
| Deportivo Toluca México | 1.ª           | 2021-22       | 7     | 1     | 0      | —                | —                | —                | —                     | —                     | —                     | 7     | 1     | 0      |
| Deportivo Toluca México | 1.ª           | 2022-23       | 12    | 0     | 0      | —                | —                | —                | —                     | —                     | —                     | 12    | 0     | 0      |
| Deportivo Toluca México | 1.ª           | 2023-24       | 10    | 0     | 0      | —                | —                | —                | —                     | —                     | —                     | 10    | 0     | 0      |
| Deportivo Toluca México | 1.ª           | 2024-25       | 31    | 6     | 4      | —                | —                | —                | —                     | —                     | —                     | 31    | 6     | 4      |
| Deportivo Toluca México | Total club    | Total club    | 65    | 7     | 4      | —                | —                | —                | —                     | —                     | —                     | 65    | 7     | 4      |
| América México          | 1.ª           | 2025          | 0     | 0     | 1      | —                | —                | —                | 0                     | 0                     | 0                     | 0     | 0     | 0      |
| América México          | Total club    | Total club    | 0     | 0     | 1      | —                | —                | —                | 0                     | 0                     | 0                     | 0     | 0     | 0      |
| Total carrera           | Total carrera | Total carrera | 65    | 7     | 5      | —                | —                | —                | 0                     | 0                     | 0                     | 65    | 7     | 4      |

## Palmarés

### Campeonatos nacionales
| Título           | Equipo | País   | Año  |
| ---------------- | ------ | ------ | ---- |
| Primera División | Toluca | México | 2025 |